# La Maddalena (Cézanne)
La Maddalena è un dipinto a olio su tela (165x124 cm) realizzato tra il 1865 ed il 1868 dal pittore Paul Cézanne. È conservato nel Musée d'Orsay di Parigi.
Il dipinto rappresenta Maria Maddalena mentre piange un corpo senza vita, probabilmente quello di Cristo.